# ポコたん
ポコたん（2019年2月17日 - ）は、日本のプロレスラー兼ゆるキャラ。DDTプロレスリング所属。神奈川県相模原市の工房生まれ。

## 経歴
- 2019年（平成31年）2月17日 - DDT両国国技館大会でデビュー。

### 着ぐるみキャラとの戦歴
- 2019年9月15日 - 両国KFCホール大会、南米の吸血獣”チュパカブラと対戦1R1分15秒で勝利。
- 2023年5月13日 - 新宿高島屋1階JR口特設会場大会、平田一喜と組んでちぃたん☆（パートナーは彰人）と対戦し平田が敗北。
- 2023年6月18日 - サッポロ・イーワン・スタジアム大会、根室プロレスのアンドレ・ザ・ジャイアントパンダと対戦。結果は敗北。
- 2023年7月23日 - 両国国技館大会、ちぃたん☆と組んでスーパー・ササダンゴ・マシン＆アンドレ・ザ・ジャイアントパンダと対戦。結果は勝利。
- 2023年8月16日 - 上野恩賜公園野外ステージ大会、MAOと組んで上野勇希、『ぽかぽか』のキャラクターまんぷく昼太郎と対戦。結果は敗北。
- 2024年7月7日 - 小田原アリーナ・サブアリーナチャリティー興行、アントーニオ本多、須見和馬と組んで小田原市観光キャラクター『梅丸』（パートナーは夢虹、彰人）と対戦。梅丸が試合に遅刻、顔がすぐ萎むアクシデントで試合に殆ど参加しなかったが結果は敗北。
- 2024年11月4日 - 墨田ひがしんアリーナ大会、自衛隊東京地方協力本部のマスコットキャラクタートウチくんとタッグ結成。おしなり商店街イメージキャラ「おしなりくん」＆東京東信用金庫マスコットキャラクター「ひがぴょん」組と対戦。結果は敗北。

## 得意技
- DDP（デス・ドロップ・ポコたん）

## タイトル歴
DDTプロレスリング
- 第1630代アイアンマンヘビーメタル級王座

## 人物・エピソード
- 男色ディーノがプロデュースしたゆるキャラ。
- モチーフはトドと男性器である。某夕刊紙に連載された成人コミックで男性器をオットセイに例えた事に対抗してトドに玉袋としわをイメージした尾っぽが垂れている。
- 名称はデビュー前に「雄MANダンコン(仮)」→「チン・ゴジラ(仮)」→「カリ勃ちぬ(仮)」という遍歴を経て現在の名称に正式決定した。
- デビュー戦では頭が取れた際にその際中身を担当していた大石真翔[1]の顔が露出したが、3月29日のAbema Towersでの路上プロレスで頭部が取れた際にはマスクの取れた某ロボ超人のような顔が露出し凶暴な性格となった。2023年1月3日の試合で新春ポコたんとして登場した時の中身は高木三四郎だった。
- 試合に出場しない大会の会場にも現れ、試合前や休憩中にフリーのキャラクターグリーティングを行っている。
- 2025年4月20日に行われたDDT神田明神大会にて、その時点でアイアンマンヘビーメタル級王者であった声優の上坂すみれに対して後ろから取り外した頭部を被せ、恐怖した上坂がギブアップしたため、第1747代のアイアンマンヘビーメタル級王者になったが、頭部を被せて勝利したという理由で『ポコたん』ではなく『ポコたんの頭』が新王者として認定されている。

## 入場曲
- ポコ・ボールのテーマ